# Rosa henryi
Rosa henryi ist eine Pflanzenart aus der Gattung Rosen (Rosa) innerhalb der Familie der Rosengewächse (Rosaceae). Sie ist in China verbreitet und wird als Zierpflanze verwendet.

## Beschreibung

### Erscheinungsbild und Blatt
Rosa henryi wächst als rankender Strauch. Die langen, rankenden Sprossachsen erreichen Wuchshöhen von 3 bis 8 Metern. Die stielrunden Sprossachsen besitzen eine purpur-braune Rinde. Die Sprossachsen sind vereinzelt mit Stacheln besetzt oder sie fehlen. Die gekrümmten Stacheln sind 3 Millimeter lang, flach und verbreitern sich allmählich zu einer breiten Basis.
Die wechselständig angeordneten Laubblätter sind in Blattstiel sowie Blattspreite gegliedert und insgesamt 9 bis 14 Zentimeter lang. Der Blattstiel und die Blattrhachis sind spärlich kurz bestachelt. Die unpaarig gefiederte Blattspreite enthält meist fünf, aber die Blätter in der Nähe des Blütenstandes enthalten meist nur drei Fiederblätter. Die pergamentartigen Fiederblätter sind bei einer Länge von 3,5 bis 9 Zentimetern sowie einer Breite von 1,5 bis 5 Zentimetern länglich, eiförmig, elliptisch oder elliptisch-eiförmig mit fast gerundeter oder breit keilförmiger Basis und lang zugespitztem oder geschwänztem oberen Ende. Die Blattränder sind einfach spitz gesägt. Beide Blattflächen sind kahl. Auf der Unterseite der Fiederblätter ist ein erhabener Mittelnerv vorhanden. Die Nebenblätter sind auf dem größten Teil ihrer Länge mit dem Blattstiel verwachsen. Der freie Bereich der Nebenblätter ist lanzettlich mit zugespitztem oberen Ende und glatten Rand, kahl bis spärlich drüsig-flaumig behaart.

### Blütenstand, Blüte und Frucht
5 bis 15 Blüten stehen in doldenähnlichen, schirmrispigen Blütenständen, die einen Durchmesser von 3 bis 4 Zentimetern aufweisen, zusammen. Der Blütenstiel ist 1,5 bis 2 Zentimeter und kurz drüsig-flaumig behaart. Die früh abfallenden Tragblätter sind lanzettlich.
Die duftenden und zwittrigen Blüten sind bei einem Durchmesser von 3 bis 4 Zentimetern radiärsymmetrisch und fünfzählig mit doppelter Blütenhülle. Der kugelige Blütenbecher (Hypanthium) ist kahl, aber kurz drüsig-flaumig behaart. Die fünf früh abfallenden Kelchblätter sind lanzettlich mit zugespitztem oberen Ende und der Rand besitzt wenige Blattlappen. Die Unterseite der Kelchblätter ist fast kahl und spärlich drüsig punktiert und die Oberseite ist zottig behaart. Die fünf freien weißen, außen kahlen Kronblätter sind  breit verkehrt-eiförmig mit breit keilförmiger Basis und ausgerandetem oberen Ende. Es sind viele Staubblätter vorhanden. Es sind viele freie Fruchtblätter vorhanden. Die flaumig behaarten Griffel sind zu einer Säule verwachsen, sind etwas länger als die Staubblätter und überragen die Blütenkrone.
In China reicht die Blütezeit von April bis Juli und die Hagebutten reifen von Juli bis September.
Die bei Reife braun-rote und glänzende Hagebutte ist bei einem Durchmesser von 8 bis 10 Millimetern fast kugelig.

## Vorkommen
Rosa henryi ist in den chinesischen Provinzen Anhui, Fujian, Guangdong, Guangxi, Guizhou, Henan, Hubei, Hunan, Jiangsu, Jiangxi, Shaanxi, Sichuan, Yunnan sowie Zhejiang verbreitet. Sie gedeiht an Waldrändern im Dickicht oder in Tälern, sowie auf landwirtschaftlichen Fläche in Höhenlagen von 1700 bis 2000 Metern.

## Systematik
Rosa henryi wurde 1907 in China entdeckt. Die Erstbeschreibung erfolgte 1933 durch George Albert Boulenger in Annales de la Société Scientifique de Bruxelles, Série B 53, S. 143. Synonyme für  Rosa henryi Boulenger sind Rosa gentiliana var. australis Rehder & E.H.Wilson, Rosa henryi var. australis (Rehder & E.H.Wilson) F.P.Metcalf, Rosa henryi var. glandulosa Z.M.Wu & Z.L.Cheng, Rosa moschata var. densa Vilm., Rosa paucispinosa H.L.Li. Das Artepitheton henryi ehrt den schottischen Pflanzenjäger und „Amateurbotaniker“ Augustine Henry (1857–1930), der als Medizinalbeamter in Ichang stationiert war.
Rosa henryi gehört zur Sektion Synstylae aus der Untergattung Rosa in der Gattung Rosa.

## Verwendung als Zierpflanze
Die kletternde Wildrose Rosa henryi lässt sich als Zierpflanze in Parks und Gärten an Bäumen oder an einer anderen stabilen Rankhilfe pflanzen. Diese einmalblühende, stark duftende Rosenart ist frostempfindlich.